# Ю Ок Хён
Ю Ок Хён (род. 18 апреля 1965) — северокорейский легкоатлет, специалист по бегу на длинные дистанции и марафону. Выступал за сборную КНДР по лёгкой атлетике в 1986—1993 годах. Чемпион Азии, бронзовый призёр Восточноазиатских игр, действующий рекордсмен страны на дистанциях 5000 и 10 000 метров, участник летних Олимпийских игр в Барселоне.

## Биография
Ю Ок Хён родился 18 апреля 1965 года.
Первого серьёзного успеха в лёгкой атлетике на международном уровне добился в сезоне 1986 года, когда вошёл в состав северокорейской сборной и выступил на юниорском азиатском первенстве в Джакарте, где превзошёл всех соперников на дистанциях 5000 и 10 000 метров. Позднее с результатом 2:17:29 закрыл тридцатку сильнейших Пекинского марафона.
В 1987 году в беге на 5000 метров одержал победу на домашнем старте в Пхеньяне, установив при этом ныне действующий рекорд КНДР — 13:53.9 (ручной хронометраж).
В 1989 году финишировал шестым на домашнем Пхеньянском марафоне (2:19:04), четвёртым на Кошицком международном марафоне мира (2:19:37). Принимал участие в чемпионате Азии в Дели, где выиграл бронзовую медаль в дисциплине 5000 метров и победил в дисциплине 10 000 метров.
В 1990 году в беге на 10 000 метров с ныне действующим национальным рекордом 28:26.86 стал вторым на Мемориале братьев Знаменских в Москве, уступив на финише только советскому бегуну Сергею Смирнову.
Благодаря череде успешных выступлений в 1992 году удостоился права защищать честь страны на летних Олимпийских играх в Барселоне — в программе марафона показал время 2:40:51, расположившись в итоговом протоколе соревнований на 80-й строке.
В 1993 году отметился выступлением на впервые проводившихся Восточноазиатских играх в Шанхае, стал бронзовым призёром в зачёте бега на 10 000 метров.